# Мускульный привод

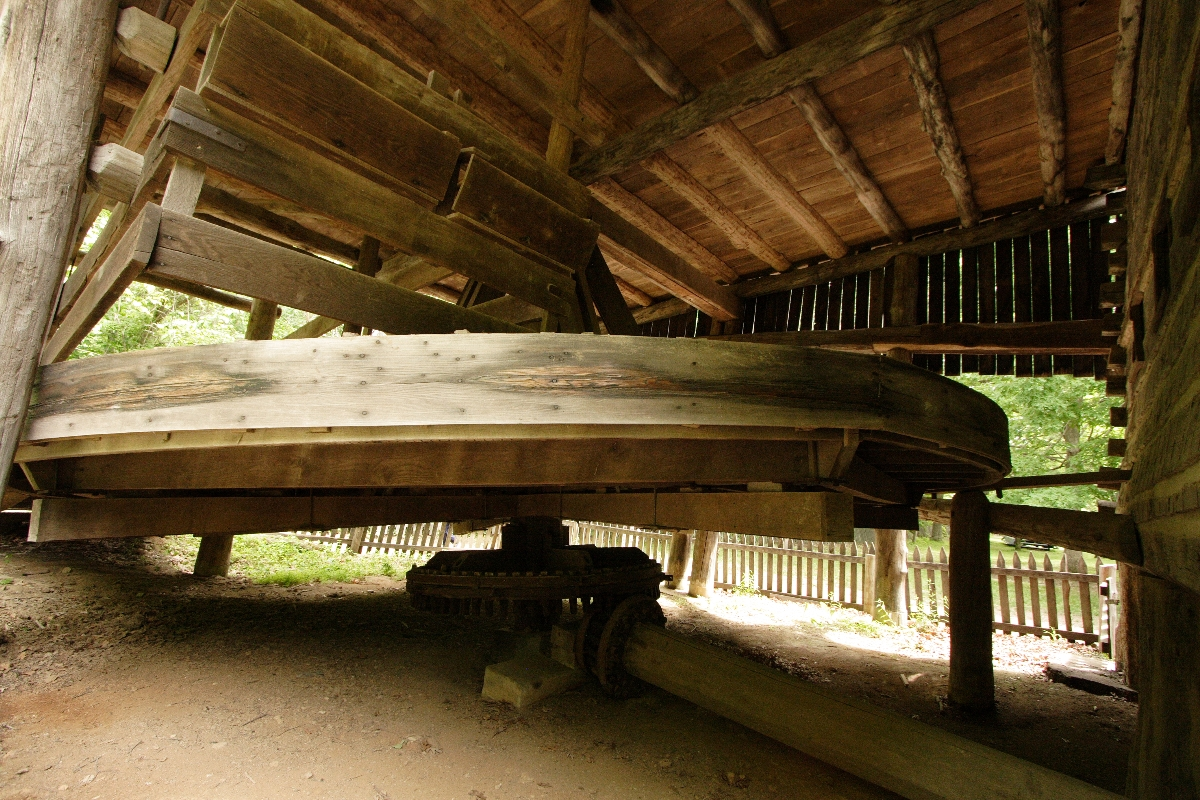
Шестерное колесо с воловьим приводом (волы оставались на одном месте, ходя по вращающемуся диску-платформе)

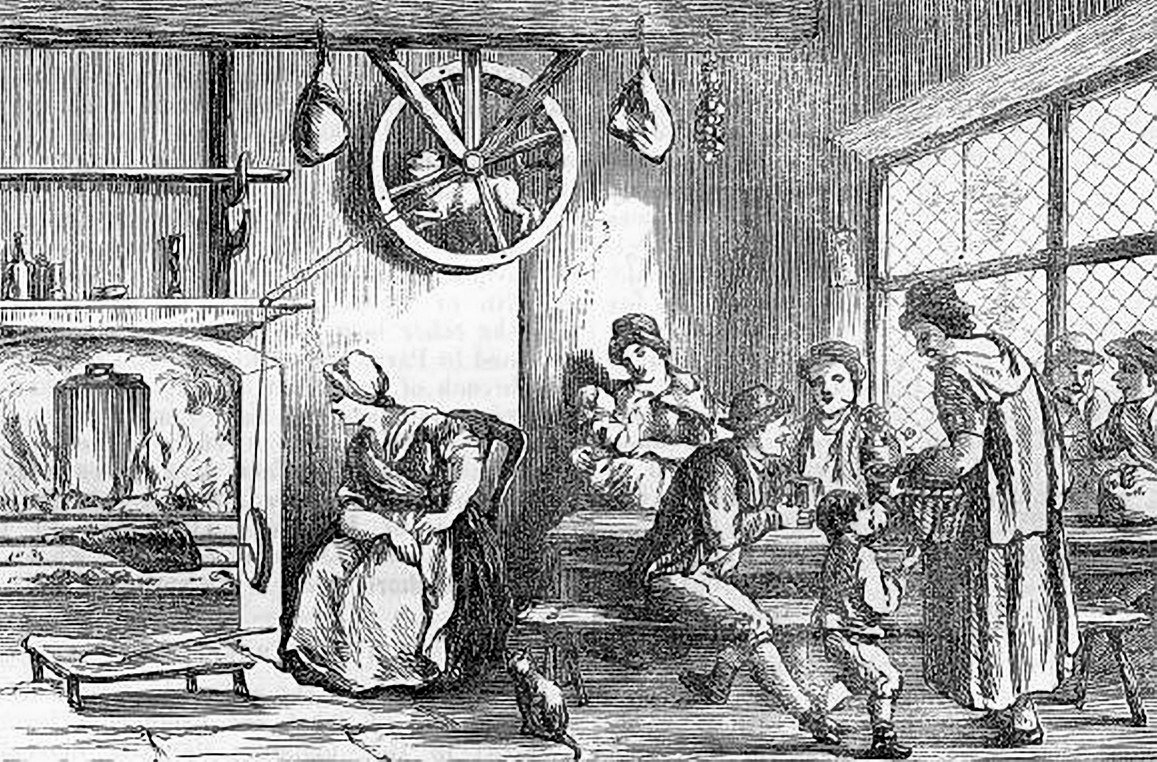
Иллюстрация из книги Генри Уигстеда «Заметки о поездке в Северный и Южный Уэльс в 1797 году». 1800

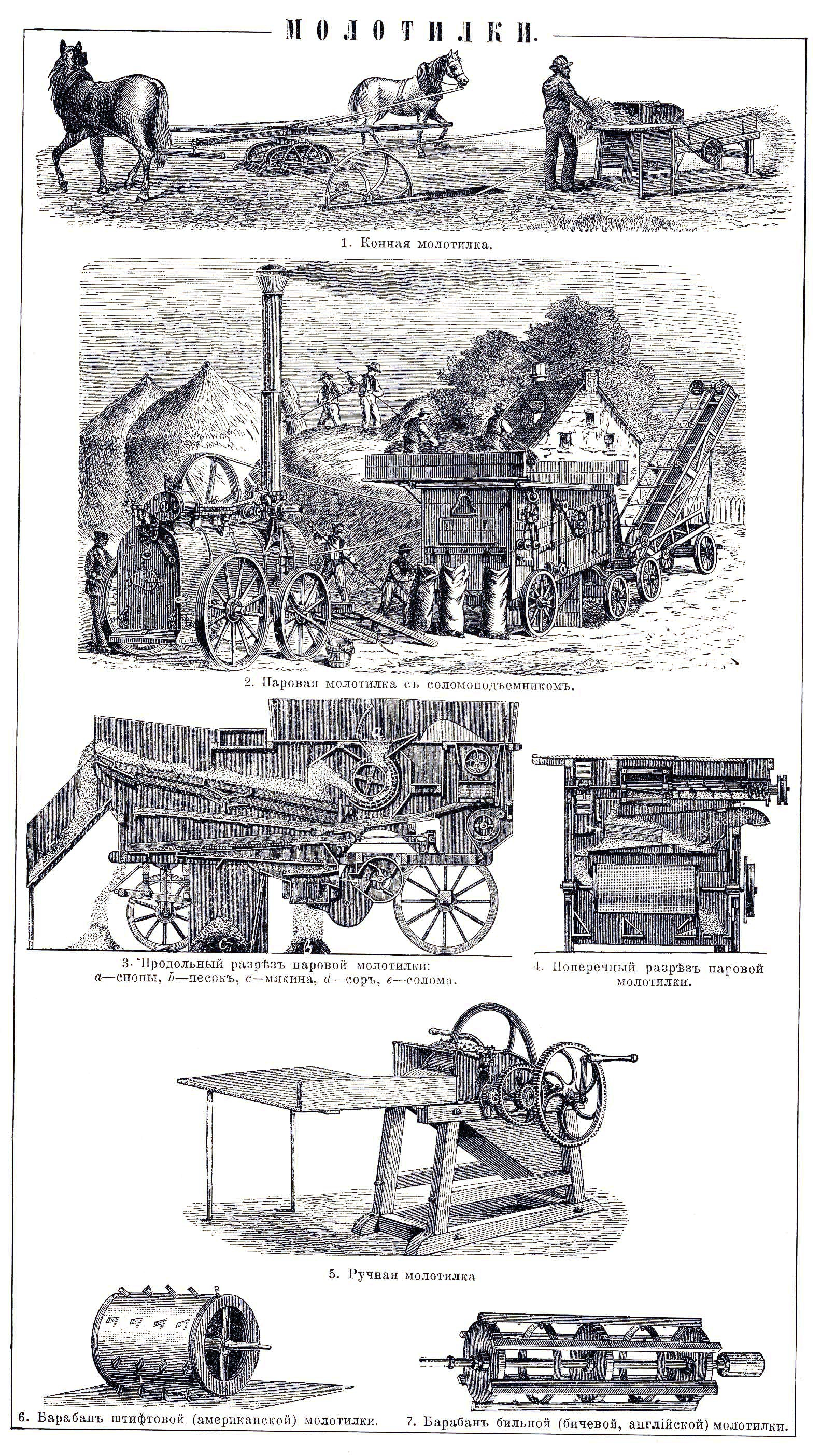
Молотилки:
- 1 — конная молотилка;

Мускульный двигатель (привод) — это машина, приводимая в движение мускульной силой животных, устройство, использующее тяговое усилие животных для передвижения стационарных сельскохозяйственных машин, таких как кормоуборочный комбайн, или молотилка, или для откачивания воды.  В более широком смысле — также техника, приводимая в действие мускульной силой человека (велосипед, веломобиль, мускулолёт, гребное судно и пр.). Таким образом использовались лошади, ослы, быки, собаки и люди. Даже в наше время некоторые религиозные группы (меннониты) не используют современную технику и поэтому иногда используют мускульную силу для приведения в действие несложной техники.
B 1850 году 94 % энергии приходилось на животных и людей, а в 1950 году только 4 %.
Наиболее важными параметрами были их средняя мощность в течение дня и мгновенная мощность. Лошадиная сила лошади в команде соответствует силовой единице: лошадиная сила и «паровая лошадиная сила».
Мощность, получаемая от человека или животного, зависит от способа его использования, например, мощность в лошадиных силах составляет 1 лошадиную силу, а мощность на беговой дорожке падает до 0,54 лошадиных сил.
Усилие средней рабочей лошади в течение 8 часов работы составляет 15 % от её веса или 75 кгс при массе лошади в 500 кг. За 8 часов лошадь с таким усилием может пройти 28,8 км со скоростью 3,6 км/ч (1 м/с).
Предполагается, что для получения 1 л. с. от беговой дорожки необходим живой вес 720 кг.
Наиболее важным параметром была средняя мощность в течение рабочего дня. Например, время перерыва (около 35 % времени), усталость и т. Д.
Кратковременно лошадь может развивать мощность около 1000 кгс·м/с, что соответствует 9,8 кВт или 33 475 BTU/ч (котловая лошадиная сила).
Человек у пожарной машины за 2 минуты для откачивания воды развивает мощность до 0,5 л. с., но в среднем за день только 0,048 л. с. (менее 10 %).
Мускульная мощность, которую может обеспечивать один человек длительное время, составляет приблизительно 100 Вт, а кратковременно — до 1 кВт. Этого вполне достаточно для приведения в действие очень многих машин. 
По используемым группам мышц мускульные приводы, в которых используется сила человека, можно разделить на три вида: 1) ручной; 2) ножной; 3) становой (в котором используются главным образом мышцы спины). Применяются также их различные комбинации.

## Галерея

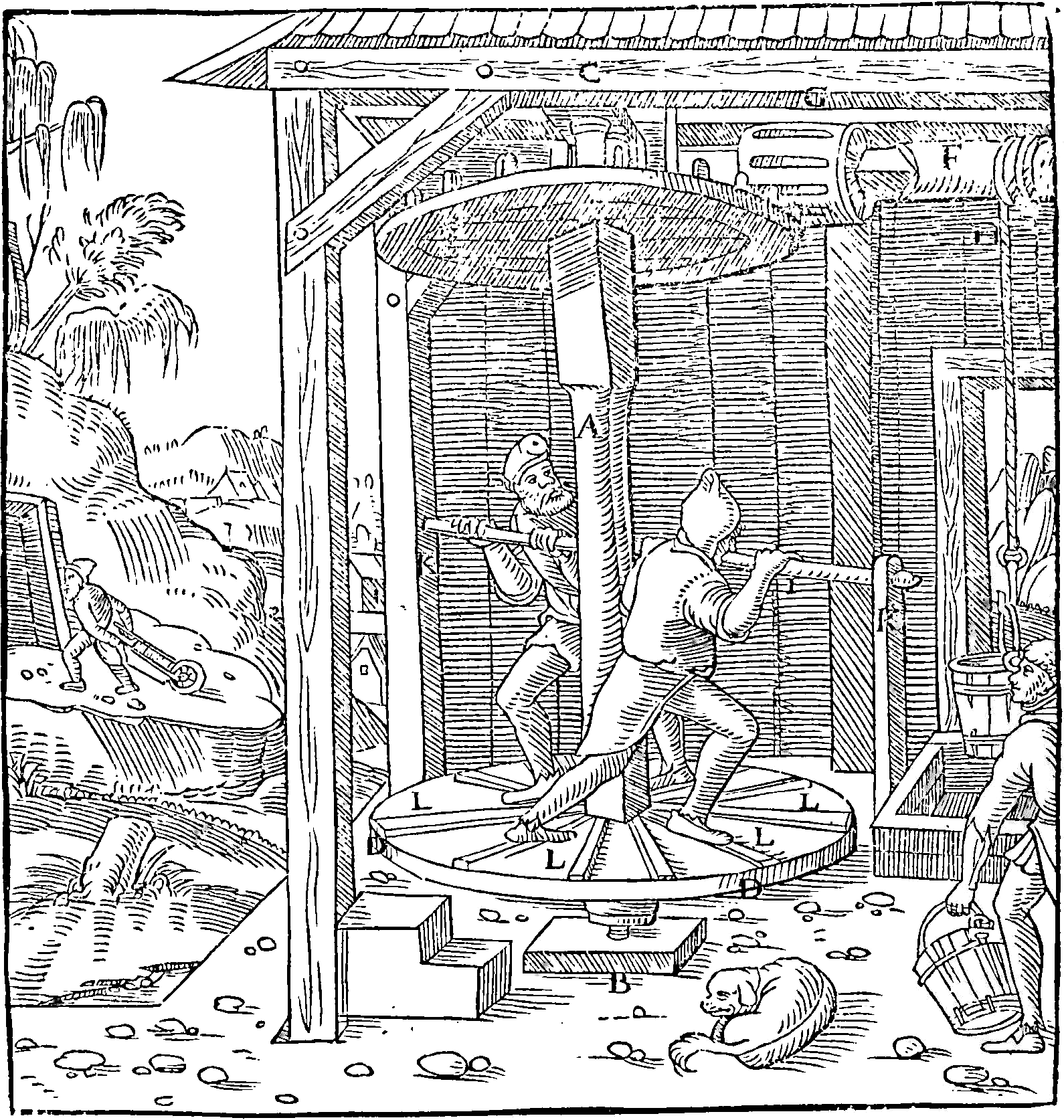
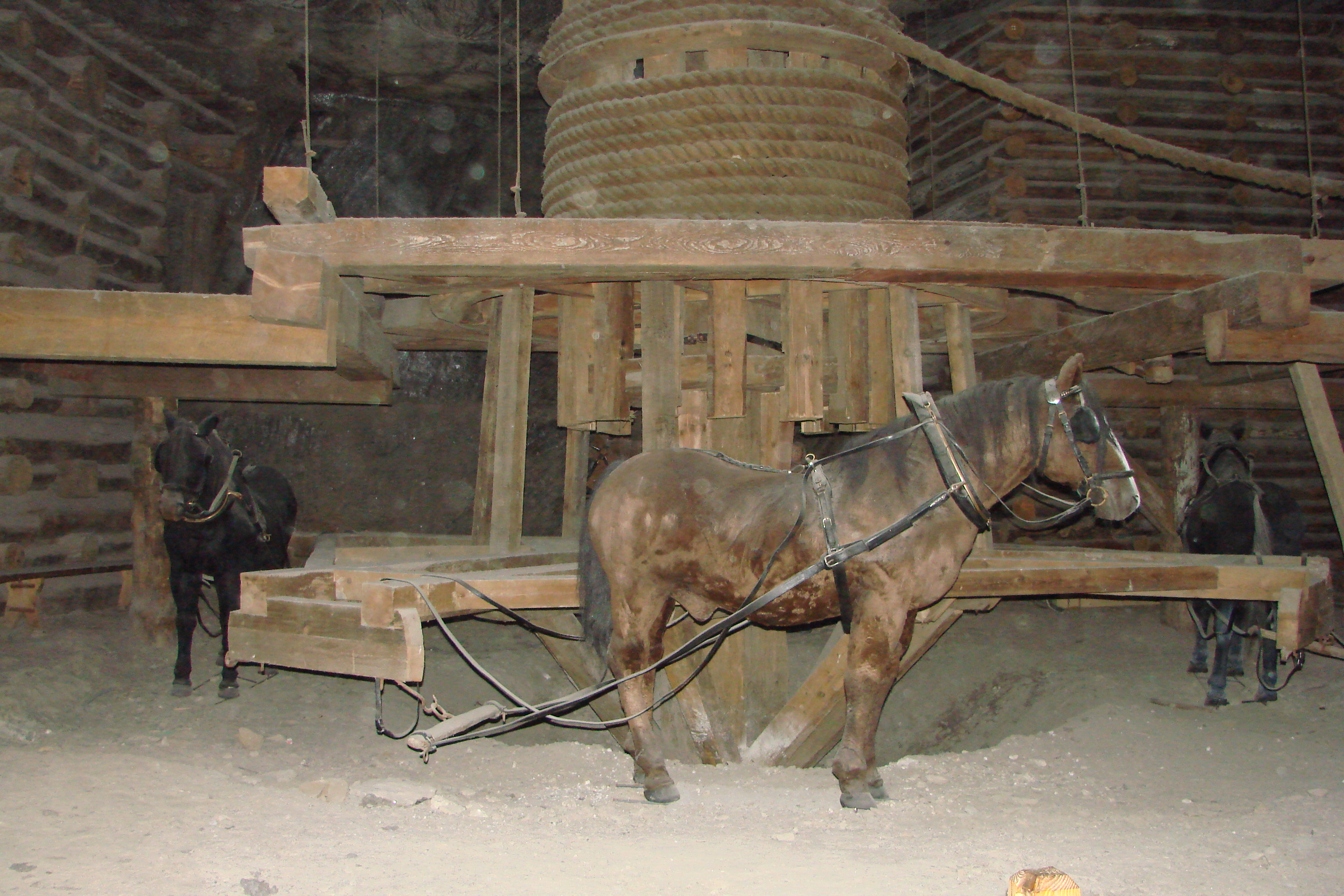
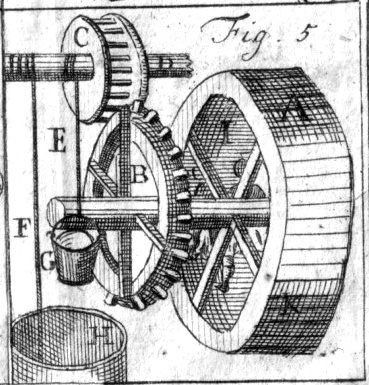
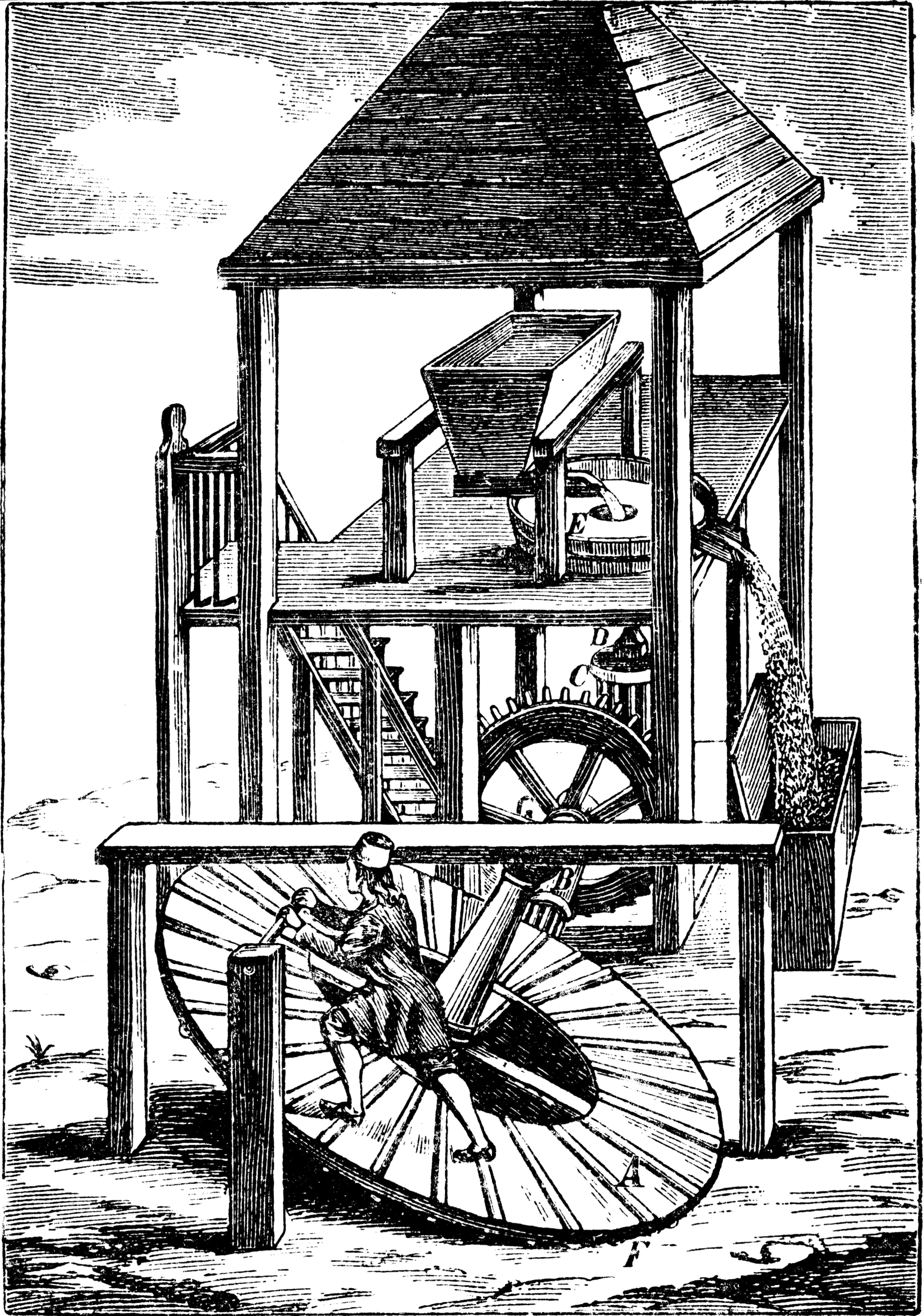
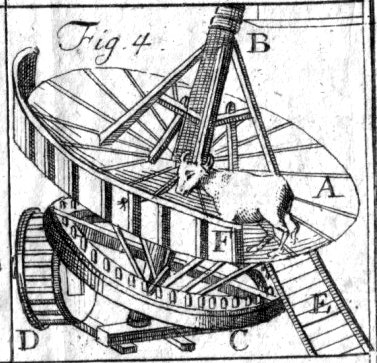
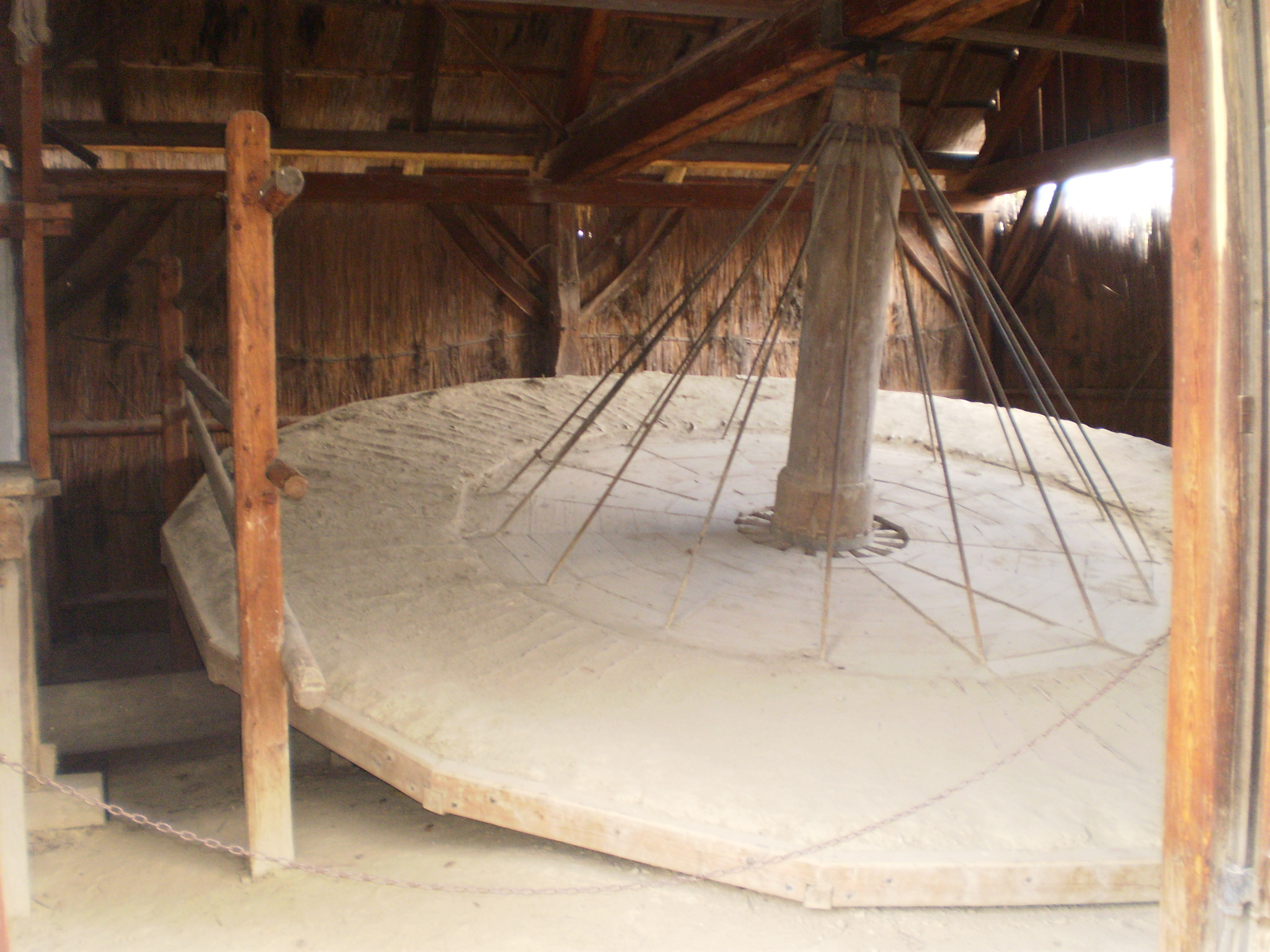
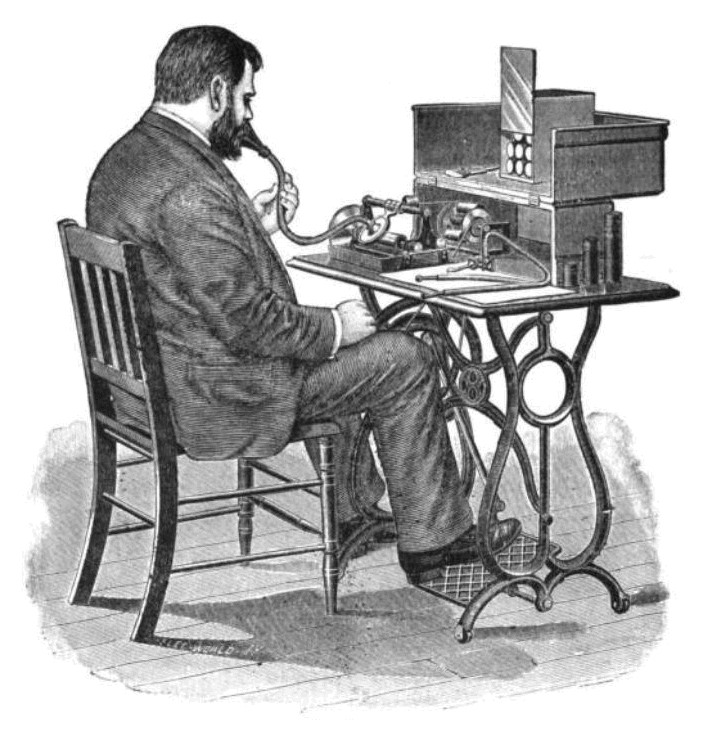
Надиктовывание звука с использованием педального привода для вращения цилиндра с записью, 1897